# Annerys Vargas
Annerys Victoria Vargas Valdez (Santo Domingo, 7 agosto 1981) è una pallavolista dominicana, di ruolo centrale.

## Palmarès

### Club
- Campionato spagnolo: 1

2006-07
- Campionato dominicano: 1

2018
- Coppa della Regina: 1

2006-07
- Supercoppa italiana: 1

2014
- Top Teams Cup: 1

2006-07
- Challenge Cup: 1

2007-08

### Nazionale (competizioni minori)
- Giochi panamericani 2002
- Giochi centramericani e caraibici 2002
- Coppa panamericana 2002
- Coppa panamericana 2003
- Coppa panamericana 2004
- Coppa panamericana 2005
- Coppa panamericana 2006
- Giochi centramericani e caraibici 2006
- Coppa panamericana 2007
- Coppa panamericana 2008
- Final Four Cup 2008
- Coppa panamericana 2009
- Final Four Cup 2009
- Coppa panamericana 2010
- Giochi centramericani e caraibici 2010
- Coppa panamericana 2011
- Montreux Volley Masters 2013
- Coppa panamericana 2013
- Coppa panamericana 2014
- Giochi centramericani e caraibici 2014
- Giochi panamericani 2015
- Coppa panamericana 2016
- Coppa panamericana 2017
- Coppa panamericana 2018
- Giochi centramericani e caraibici 2018
- Coppa panamericana 2019
- Giochi panamericani 2019

### Premi individuali
- 2003 - Campionato nordamericano: Miglior muro
- 2003 - XIV Giochi panamericani: Miglior muro
- 2003 - XIV Giochi panamericani: Miglior servizio
- 2006 - XX Giochi centramericani e caraibici: MVP
- 2006 - XX Giochi centramericani e caraibici: Miglior muro
- 2006 - XX Giochi centramericani e caraibici: Miglior servizio
- 2008 - Challenge Cup: Miglior muro
- 2010 - XXI Giochi centramericani e caraibici: Miglior muro
- 2010 - Coppa del Mondo per club: Miglior muro
- 2012 - Qualificazioni nordamericane ai Giochi della XXX Olimpiade: Miglior muro
- 2014 - Superliqa: Miglior muro
- 2014 - XXII Giochi centramericani e caraibici: Miglior centrale
- 2016 - Coppa panamericana: Miglior centrale
- 2018 - Liga de Voleibol Superior: Miglior muro